# 오거스타 링크스
| 오거스타 링크스 | |
| 콘퍼런스        | 남부 콘퍼런스 (1998년~2003년) 서부 콘퍼런스 (2003년~2004년) 아메리칸 콘퍼런스 (2004년~2008년)                                 |
| 디비전          | 사우스이스트 디비전 (1998년~2003년) 센트럴 디비전 (2003년~2004년) 이스트 디비전 (2004년~2005년) 사우스 디비전 (2005년~2008년) |
| 설립연도        | 1998년 |
| 해체연도        | 2008년 |
| 역사            | 롤리 아이스캡스 (1991년~1998년) 오거스타 링크스 (1998년~2008년)                                                               |
| 경기장          | 제임스 브라운 아레나 |
| 연고지          | 조지아주 오거스타 |
| 상징색          | 파랑, 검정, 회색, 하양 |
| 구단주          | |
| 단장            | |
| 감독            | |
| NHL 제휴        | |
| AHL 제휴        | |
| 정규시즌 우승   | |
| 콘퍼런스 우승   | |
| 디비전 우승     | |
| 켈리 컵         | |
| 영구 결번       | |

오거스타 링크스(Augusta Lynx)는 미국 조지아주 오거스타를 연고지로 하는 1998년부터 2008년까지 ECHL 소속되었던 아이스 하키팀이다.

## 역대 홈경기장
| 경기장               | 사용기간      | 수용인원 | 장소              | 비고 |
| -------------------- | ------------- | -------- | ----------------- | ---- |
| 오거스타 링크스      |               |          |                   |      |
| 제임스 브라운 아레나 | 1998년~2008년 | 6,557명  | 조지아주 오거스타 | 빈칸 |